# 黃懷萱
黃懷萱（英語：Huang Huai-Hsuan，1997年7月7日—）是臺灣的一名運動選手，擅長跆拳道，曾就讀于輔仁大學，曾獲2014年青年奧運女子49公斤以下級金牌。
她曾在2016年代表中華台北參加2016年里約奧運女子跆拳道的49公斤級比賽。從小起跑點就比一般人高出許多所以在眾人期待下成長，而令他印象深刻的還是里約奧運，本來已經拿到奧運門票的學姊受傷，國內就臨時舉辦了選拔賽，去打奧運的亞洲區資格賽。亞洲區資格賽只有2個名額，而黃懷萱也順利拿下奧運門票：「其實那時候參加資格賽非常緊張，因為本來我們是確定有奧運資格的，最後卻變成要重新踢資格賽，若是我沒有踢下來，可能會讓教練還有學姊都受到輿論的風波。」黃懷萱透漏，當時比賽時壓力之大，幾乎每踢完一場就哭一場，而且一路都是險勝，直到半決賽才回穩，拿下奧運資格。而在奧運前，最讓黃懷萱痛苦的，就是減重的問題，黃懷萱平常體重都大概在58公斤左右，而這次奧運，則是49公斤量級，要在短時間內減掉將近十公斤，讓平常很愛吃甜食的黃懷萱非常痛苦。

## 資料來源
1. ↑  . 台灣蘋果日報. 2016-05-13  [2016-08-07]. （原始内容存档于2016-10-08） （中文（臺灣））.
2. ↑  國家運動訓練中心. .   [2016-08-07]. （原始内容存档于2021-05-19） （中文（臺灣））.
3. ↑  . 台灣蘋果日報. 2016-05-12  [2016-08-07]. （原始内容存档于2017-07-05） （中文（臺灣））.

## 外部連結
- Facebook上的個人頁面 （页面存档备份，存于）